# Вилхелмина София фон Бранденбург-Байройт
Вилхелмина София фон Бранденбург-Байройт (на немски: Sophie Wilhelmine von Brandenburg-Bayreuth; * 8 юли 1714 в дворец Веферлинген; † 7 септември 1749 в замък Аурих) от род Хоенцолерн е маркграфиня от Бранденбург-Байройт и чрез женитба княгиня на Източна Фризия.
Тя е най-малката дъщеря на маркграф Георг Фридрих Карл фон Бранденбург-Байройт (1688 – 1735) и съпругата му принцеса Доротея фон Шлезвиг-Холщайн-Зондербург-Бек (1685 – 1761), дъщеря на херцог Фридрих Лудвиг фон Шлезвиг-Холщайн-Зондербург-Бек (1653 – 1728) и принцеса Луиза Шарлота фон Шлезвиг-Холщайн-Зондербург-Августенбург (1658 – 1740). На 3 декември 1716 г. нейните родители се развеждат.
Вилхелмина София фон Бранденбург-Байройт умира на 7 септември 1749 г. на 35 години в замък Аурих и е погребана в цървата „Св. Ламберти“, Аурих.

## Фамилия
Вилхелмина София фон Бранденбург-Байройт се омъжва на 25 май 1734 г. в замък Берум/Претцч близо до Норден за княз Карл Едцард фон Източна Фризия (* 18 юни 1716 в замък Аурих; † 25 май 1744 в Аурих), единственият син на княз Георг Албрехт от Източна Фризия (1690 – 1734) и принцеса Кристиана Луиза фон Насау-Идщайн (1691 – 1723). Те имат една дъщеря:
- Елизабет от Източна Фризия (* 5 декември 1740; † 14 юни 1742)

Нейният съпруг Карл Едцард умира на 25 май 1744 г. на 27 години в замък Аурих. Не е изяснено дали е отровен.